# Gishū Nakayama
Pour les articles homonymes, voir Nakayama (homonymie).
Gishū Nakayama (中山 義秀, Nakayama Gishū, 5 octobre 1900 – 19 août 1969) est le nom de plume d'un écrivain japonais de l'ère Shōwa. Son vrai nom est Takama Yoshihide.

## Jeunesse
Gishū naît dans le district rural de Nishishirakawa de la préfecture de Fukushima dans ce qui fait à présent partie de la ville de Shirakawa. Il est diplômé de l'université Waseda. Pendant et après son séjour à l'université, enseigne l'anglais dans les collèges locaux.

## Carrière littéraire
Tandis qu'il est étudiant à Waseda, Gishū Nakayama fonde un magazine littéraire, To (« Tour ») en compagnie de Yokomitsu Riichi et autres, et y publie sa première histoire, Ana (« Le Trou »). 
En 1938, il publie son premier recueil de nouvelles, Denko (« Lumière électrique »), et deux ans plus tard remporte la 7e édition du prix Akutagawa pour son court récit Atsumonozaki (厚物咲). Ces titres sont suivis par les nouvelles Ishibumi (« Monument »), Seifu Sassa (« Swift Breeze ») et Fuso (« Le Vent et le gel »), qui assurent sa réputation dans le monde des lettres. 
Nakayama s'installe à Kamakura, préfecture de Kanagawa, de 1943 jusqu'à la fin de sa vie et prend une part active à la bibliothèque de prêt Kamakura Bunkō, et à la maison d'édition du même nom.
Son expérience en tant que correspondant de guerre au cours de la Seconde Guerre mondiale est à l'origine de la nouvelle Teniyan no matsujitsu en 1948, à propos de deux jeunes intellectuels qui meurent à Tinian dans les îles Mariannes vers la fin de la guerre. Cela marque un nouveau départ pour Gishū Nakayama qui se consacre plus tard aux romans historiques dont le thème principal sont les personnages historiques qui luttent pour des causes perdues. Parmi ces écrits, Shōan, consacré à Akechi Mitsuhide un guerrier du XVIe siècle, qui remporte le prix Noma en 1964 et le prix de l'Académie japonaise des arts en 1967.
Gishu meurt d'anémie aigüe en 1969. Peu de temps avant sa mort, il se convertit au christianisme, mais sa tombe est au Shorei, sous-temple de la secte zen du temple Engaku-ji à Kamakura. Un musée mémorial est inauguré dans sa ville natale de Shirakawa en 1993.

## Prix et distinctions
- 1938 Prix Akutagawa---Atsumonozaki,『厚物咲』[1]
- 1964 Prix Noma---Sakuan,『咲庵』
- 1966 Prix de l'Académie japonaise des arts---Sakuan,『咲庵』

## Titres (sélection)
- Ana (穴), récits
- Denkō (電光), nouvelles
- Atsumonozaki (厚物咲), court roman
- Ishibumi (碑), nouvelles
- Seifū Sassa (清風颯々), nouvelles
- Fūsō (風霜), nouvelles
- Zanshō (残照), roman
- Shinobu no Taka (信夫の鷹), roman
- Hirade Zoshū (平手造酒), Roman
- Shin Kengōden (新剣豪伝), roman
- Shōan (咲庵), roman
- Hanazono no Shisaku (花園の思索), essai
- Futatsu no Shōgai (二つの生涯), essai
- Watakushi no Bundan Fūgetsu (私の文壇風月), essai

## Sources
- Kiyohara, Yasumasa.  Nakayama Gishu no shogai. Shin Jinbutsu Oraisha (1993).  (ISBN 4-404-02024-4)
- Mikame, Tatsuji. Nakayama Gishu no rekishi shosetsu. Shintensha (1993).  (ISBN 4-7879-6755-X)
- Kataoka, Yoshikazu. Introduction to Contemporary Japanese Literature (1958). AISN gThkAAAAMAAJ

## Source de la traduction
- (en) Cet article est partiellement ou en totalité issu de l’article de Wikipédia en anglais intitulé « Nakayama Gishu » (voir la liste des auteurs).